# جايسون دي جونغ
جايسون دي جونغ (بالهولندية: Jason de Jong)‏ (28 فبراير 1990 بريدا هولندا - ) هو لاعب كرة قدم هولندي.

## روابط خارجية
- جايسون دي جونغ على موقع الاتحاد الدولي (مؤرشف)  (الإنجليزية)
- جايسون دي جونغ على موقع قاعدة بيانات كرة القدم.إي يو (الإنجليزية)
- جايسون دي جونغ على موقع ناشيونال فوتبول تيمز (الإنجليزية)
- جايسون دي جونغ على موقع Soccerway.com (الإنجليزية)